# پترولیوم ساراواک
پترولیوم ساراواک (انگلیسی: Petroleum Sarawak) شرکت نفت و گاز مالزیایی است، که در سال ۲۰۱۷ توسط آبنگ جوهری اوپنگ تأسیس شد.